# Korven Kuningas
Korven Kuningas — пятый студийный альбом финской фолк-метал-группы Korpiklaani, вышедший в 2008 году.

## Список композиций
Песни № 7, № 13, № 14 написаны Юхо Кауппиненым. Остальные композиции написаны Йонне Ярвеля. 
1. «Tapporauta» — 4:11;
2. «Metsämies» — 2:54;
3. «Keep On Galloping» — 4:41;
4. «Northern Fall» — 3:37;
5. «Shall We Take a Turn?» — 3:04;
6. «Paljon on koskessa kiviä» — 3:51;
7. «Ali jäisten vetten» — 4:05;
8. «Gods on Fire» — 5:16;
9. «Nuolet nomalan» (digi pak bonustrack) — ???;
10. «Kipakka (instrumentaali)» (японская бонусная композиция) — ???;
11. «Kantaiso» — 4:33;
12. «Kipumylly» — 5:17;
13. «Suden joiku» — 5:12;
14. «Runamoine» — 3:57;
15. «Syntykoski syömmehessäin» — 4:23;
16. «Korven kuningas» — 24:16.

## Участники записи
- Йонне Ярвеля — электрическая и акустическая гитара, вокал, мандолина;
- Яакко «Хиттавайнен» Лемметтю — акустическая и электрическая скрипка, вистл, йоухикко, торупилл (эстонская волынка), мандолина, губная гармоника;
- Юхо Кауппинен — аккордеон, бэк-вокал, гитара;
- Яркко Аалтонен — бас-гитара;
- Калле «Кане» Савиярви — гитара, бэк-вокал;
- Матти «Матсон» Йоханссон — ударные, бэк-вокал.

### Приглашённые музыканты
- Вирва Холтитон — кантеле, горловое пение;
- Самуэл Дан — бэк-вокал.